# Autodesk Maya
A Maya egy felsőkategóriás 3 dimenziós grafikai szoftvercsomag az Alias-tól (jelenleg az Autodesk Media & Entertainment tulajdonában van) amelyet főként a filmes és televíziós iparban használnak, valamint videójátékok készítésénél. Az Autodesk 2005 októberében tett szert a programra, megvásárolva az Alias Systems Corporation-t.

## Áttekintés
A „Maya” név szanszkrit eredetű, eredetileg illúziót jelent. Itt pedig egy főleg filmes körökben használt, integrált kereskedelmi 3D grafikai programcsomag értendő alatta, amely az Alias PowerAnimator-ból fejlődött ki. Két fő változatban kapható, az egyik a Maya Complete (amely a kisebb csomag), a másik pedig a Maya Unlimited. Az utóbbi jelenleg azonos árszinten van a többi kereskedelmi 3D programmal, de régebben jelentősen drágább volt. A Maya Personal Learning Edition (PLE) egy otthoni használatra szánt tanulóverzió, amely ingyenesen elérhető (cserében a Maya PLE-vel renderelt képekben egy vízjel van).
A Maya-t az Alias fejlesztette ki, elérhető Microsoft Windows, Linux, IRIX, és Mac OS X operációs rendszerek alá. A legutolsó verzió a 7.0-s, amelyet 2005-ben adtak ki. A 6.5 volt az utolsó olyan verzió, amely támogatta az IRIX operációs rendszert, a platform utóbbi évekbeli csökkenő népszerűsége miatt. Mikor az Autodesk felvásárolta az Alias-t 2005 októberében, megállapodás született hogy az Autodesk folytatja a Maya termékvonalát (párhuzamosan a saját 3D Studio Max szoftverével).
A Maya legfontosabb tulajdonsága a nyitottsága a harmadik fél által készített szoftverek (kiegészítők, plug-in-ek) iránt, amelyek segítségével teljesen átalakítható a Maya kinézete, és csak a Maya kernelt használva egy teljesen testre szabott változata jöhet létre a programnak. Eltekintve a hatékonyságától és rugalmasságától, ez teszi a Mayát vonzóvá a nagy filmstúdiók számára, amelyek általában nagy mennyiségű saját fejlesztésű kiegészítőt készítenek és használnak a munkájuk során (az elérhető SDK segítségével).
A Maya ezenkívül tartalmaz egy hatékony, futásidőben fordítódó platform-független szkriptnyelvet, amelyet Maya Embedded Language-nek (Maya Beágyazott Nyelv, röviden MEL) hívnak, és amely hasonló a Tcl-hez. A MEL nem csak egy egyszerű szkriptnyelv, hanem a Maya beépített funkcióit, megjelenését is módosíthatjuk vele (a Maya kezelőfelületének és eszközeinek nagy része is ezen a nyelven íródott). Ezenfelül a felhasználói műveletek megvalósíthatóak és rögzíthetőek MEL szkriptként, ami megtekinthető vagy rádobható az eszköztárra makróként. Ez lehetővé teszi az animátoroknak hogy C vagy C++ ismeret nélkül is változtassanak a Maya működésén, adjanak hozzá funkciókat, de ez a lehetőség természetesen adott az SDK használatával is.
A projektfájlok, beleértve az összes geometriát és animációs adatot MEL műveletek sorozataként tárolódnak, amelyek opcionálisan elmenthetőek „ember által is értelmezhető” fájlként (.ma, Maya ASCII). Ezek a fájlok bármely szövegszerkesztővel módosíthatóak a Mayától függetlenül, ami nagy rugalmasságot jelent külső programok használata esetén. A fájlokat úgy is módosítani lehet, hogy a Maya korábbi verziói is képesek legyenek megnyitni.

## Főbb tulajdonságok
- hasznos eszközök objektumok létrehozásához polygon, nurbs, vagy subdivision modellezési technikát alkalmazva, és a jelenlegi verzióban a különböző geometriai formátumban lévő objektumokat konvertálni lehet egymás között
- részecske effektek szimulációja (hatékony eszköz vízcseppek, füst stb. készítéséhez)
- valósághű folyadék szimuláció (füst, tűz, felhők és robbanások készítéséhez, a Maya 4.5-ös verziójától elérhető)
- inverz kinematika (például az emberi végtagok valósághű mozgatásához)
- ruha szimuláció (ruházat és textilek mozgásának szimulációja egy animált karakteren)
- PaintEffects, segítségével 2D festőeszközök segítségével gyorsan készíthetőek szép 3D környezetek, a beépített könyvtárak sokféle fát, fűfélét és egyéb növényzetet tartalmaznak, amelyek festhetőek, és szó szerint „kinőnek” egy objektum felületéből (alkalmas még volumetrikus effektusokhoz, például ködhöz, füsthöz)
- Maya szőr (rövid haj és szőrzet, állati prém létrehozásához)
- Maya haj, realisztikus haj szimulálásához görbék és PaintEffects használatával
- fizikai effektek (például objektumok ütközésének, deformálódásának szimulációja)
- a számítógépes grafika (CG) hozzáigazítása valós film egy jelenetéhez a Maya Live segítségével
- beépített mental ray renderelő
- teljesen átszabható kezelőfelület
- Maya Hotbox, ami rengeteg funkció gyors elérését teszi lehetővé (egy nagy menü, amely az egérkurzort veszi körbe, bárhol megjeleníthető a szóköz billentyű lenyomásával)

## Az eddigi verziók
- 8.5 SP1: 2007. június[3]
- 8.5: 2007. január[4]
- 8.0: 2006. augusztus
- 7.0: 2005. augusztus
- 6.5: 2005. január
- 6.0: 2004. május
- 5.0: 2003. május
- 4.5: 2002. július
- 4.0: 2001. június
- 3.0: 2000. február
- 2.5: 1999. november
- 2.0: 1999. június
- 1.5: 1998. október
- 1.0: 1998. február

## Kiadás előtti történet
A Maya három szoftver termékvonal összegyúrásából jött létre, ezek a kaliforniai Wavefront „The Advanced  Visualizer”, a francia Thomson Digital Image (TDI) „Explore” és a kanadai Alias „Power Animator” programjai. 1993-ban a Wavefront felvásárolta a TDI-t, 1995-ben pedig a Silicon Graphics Incorporated (SGI) megvásárolta az Alias-t és a Wavefront-ot (a Microsoft nyomására, mivel az a Softimage-et szerezte meg a megelőző évben). Az SGI egyetlen vállalattá olvasztotta össze őket, amely egy komplett csomagot kínált a két cég termékét egyesítve. Az felvásárlása előtt a TDI „Explore” volt a legnépszerűbb 3D animációs program Európában (olyan filmekben használták, mint az Elveszett gyerekek városa «City of Lost Children»). A Wavefront TAV programja tudósok és kutatók köreiben volt népszerű, tudományos vizualizációra használták (de például az Arnold Schwarzenegger főszereplésével kézült „Végképp eltörölni” «Eraser» című film „X-Ray Vision” jelenetében is alkalmazták). A Power Animator pedig főként a filmiparban volt használatos, például A mélység titka (The Abyss) és a Terminátor 2: Az ítélet napja (Terminator 2: Judgment Day) filmekben. Mikor az SGI bejelentette a fúziót, a „figyeljék a repkedő szikrákat” szavakat használták, érzékeltetve a házasság jelentőségét és a benne rejlő humort, tekintetbe véve az Alias és a Wavefront nacionalizmusát, és az addigi vetélkedésüket. A létrejött vállalat neve Alias|Wavefront lett, amely nagy várakozás után, a fúziót követően két évvel jelentette meg a Maya-t.
Az Alias és a Wavefront egyaránt a következő generációs szoftverükön dolgoztak a fúzió idején. Az Alias a Macintosh-ra készülő „Alias Sketch!”-et készítette, amelyet átportolt SGI platformra és jelentősen fejlesztette a képességeit. A projekt kódneve „Maya” volt. Az első jelenet, amelyet a Maya használatával animáltak, a Disney Aladdinjában szereplő barlangbejárat volt. Hosszú tárgyalások után úgy döntöttek, hogy a közös program átveszi a Maya architektúráját, amelyet összeolvasztanak a Wavefront kódjával.
A fejlesztés kezdeti napjaiban a Maya Tcl-t használt szkriptnyelvként. A Maya fejlesztése során vita volt, hogy Tcl-t, Perl-t vagy Sophia-t használjanak, de a gyorsasága miatt végül a Sophia-t választották. De miután a hibakezelést is beépítették, az is ugyanolyan lassú lett.
A Maya 1998-as megjelenésekor az Alias|Wavefront megszüntette az összes előző animációs termékvonalát, beleértve az Alias Power Animator-t, arra buzdítva a vásárlókat, hogy váltsanak a Maya használatára.

## Könyvek
- Jim Lammers & Lee Gooding: Maya – a 3D világa (magyar változat). 2005, Perfact-Pro Kft, ISBN 963-210-810-8

## Fordítás
- Ez a szócikk részben vagy egészben a Maya (software) című angol Wikipédia-szócikk fordításán alapul.  Az eredeti cikk szerkesztőit annak laptörténete sorolja fel. Ez a jelzés csupán a megfogalmazás eredetét és a szerzői jogokat jelzi, nem szolgál a cikkben szereplő információk forrásmegjelöléseként.